# Лактіонов Віктор Михайлович
Віктор Михайлович Лактіонов (18 червня 1930, Тушино — пом.199?, Стрий) — радянський футболіст, що грав на позиції воротаря. Відомий за виступами в низці українських команді класу «Б».

## Клубна кар'єра
Народився Віктор Лактіонов у підмосковному селі Тушино, де й почав займатися футболм у місцевій команді «Авіазавод». У 1951—1952 роках грав у дублюючому складі «Крила Рад» з Куйбишева, проте в основному складі не зіграв, поверненувся до Тушино, де грав у аматорському «Авіазаводі». У 1956 році Лактіонов дебютував у команді майстрів, зігравши 19 матчів у команді класу «Б» «Спартак» зі Станіслава, за яку провів 19 матчів. У 1958 Віктор Лактіонов грав у команді класу «Б» «Шахтар» з Кадіївки. У 1959 році перейшов до складу дрогобицького «Нафтовика», з яким виграв першість УРСР серед колективів фізкультури. Наступного року розпочав сезон у класі «Б» у складі «Нафтовика», проте під час сезону 1960 року перейшов до складу іншої команди тогочасного другого радянського дивізіону «Авангард» з Жовтих Вод, де грав до кінця 1962 року, зігравши у складі жовтоводської команди 27 матчів у чемпіонаті та 2 матчі Кубку СРСР.
У 1963 році Віктор Лактіонов повертається до складу дрогобицького «Нафтовика», де стає одним із футболістів основи, та одним із найкращих футболістів. У 1965 році закінчив виступи в командах майстрів. У 1966 році грав у складі аматорської команди «Долотник» з Дрогобича, після чого завершив виступи на футбольних полях. Помер Віктор Лактіонов у 90-х роках ХХ століття в Стрию.